# Агадил, Дулат Шакирович
Дула́т Шаки́рович Агади́л (каз. Дулат Шәкірұлы Ағаділ; 16 февраля 1977, село Тургай, Джангельдинский район, Костанайская область, Казахстан — 25 февраля 2020, следственный изолятор, Нур-Султан) — казахстанский гражданский активист, борец за права человека.

## Биография
Родился 16 февраля 1977 в селе Тургай Джангельдинского района Кустанайской области.
Впервые стал широко известен, защищая многодетных матерей, которые начали бороться за свои права после трагической гибели пятерых малолетних детей в г. Нур-Султан. Его политическая активность была замечена в 2007-м году, когда он только переехал в село Талапкер, Акмолинской области и стал активно участвовать в его развитии — планомерно добивался от властей проведения коммуникаций в село. Дулат Агадил многократно выступал за гражданские права и свободы казахстанцев, за свободу политическим заключенным, за свободные и справедливые выборы, критиковал власть, за что подвергался многократным арестам.
За 6 дней до окончания срока, неоднократно подвергавшийся арестам, Дулат Агадил, 13 ноября 2019 года совершил побег из СИЗО, где он находился под административным арестом.. Через 2 дня Дулат добровольно пришел к зданию генеральной прокуратуры города Нур-Султан, где его и задержали. Дулат совершил побег, чтобы привлечь внимание властей к «необоснованному преследованию»: за один месяц он был подвергнут административным наказаниям пятикратно.

## Гибель
Вечером, 24 февраля 2020 года, неизвестные лица в штатском, с применением силы усадили Дулата в автомобиль без опознавательных знаков и увезли в неизвестном направлении. Днем следующего дня, полиция города Нур-Султан сообщила, что активист Дулат Агадил умер в следственном изоляторе вследствие предполагаемой сердечной недостаточности. После этого было возбуждено расследование смерти активиста и назначена судебно-медицинская экспертиза. Близкие опубликовали видео, в котором осматривали тело Дулата Агадила перед захоронением. В предварительных результатах судебно-медицинской экспертизы было заявлено что на теле нет синяков и гематом, хотя в опубликованном видео видно, что на теле имелись ссадины, а ладони рук были почерневшими.
Скончался в СИЗО г. Нур-Султан, через несколько часов после задержания.

## После гибели
Около 1000 человек пришли на похороны Дулата Агадила в село Талапкер.
Государственный Департамент США выразил глубокую обеспокоенность смертью Дулата Агадила и высказал что ожидает полного и тщательного расследования.
Через 3 дня после смерти президент Казахстана Касым-Жомарт Токаев, не дожидаясь окончания следствия и официальных результатов судебно-медицинской экспертизы, выступил с заявлением, в котором поддержал первоначальную версию, озвученную полицией: «Учитывая большой общественный резонанс, я внимательно ознакомился с этим делом. С уверенностью могу утверждать, что, к сожалению, активист Агадил скончался в результате сердечной недостаточности. Утверждать обратное — значит пойти против правды», — сказал Токаев. «Все мы подчиняемся воле Всевышнего», — добавил он. Сотни политиков, правозащитников, активистов и участников траурных акций выразили сомнения в достоверности этой версии.
По мнению политолога Досыма Сатпаева, смерть Дулата Агадила наряду с другими негативными для власти событиями, как Кордайские волнения стало причиной освобождения бывшего главы Казатомпрома — Мухтара Джакишева.
При жизни, Дулат Агадил запланировал и начал строительство дома для своей семьи, но так и не смог воплотить этот план в жизнь. После смерти, его близкие друзья, соратники, активисты и все неравнодушные граждане Казахстана со всего мира, совместными усилиями построили дом для его семьи: кто-то помог деньгами, кто-то информационной поддержкой, а те кто смог, приняли непосредственное участие в строительстве. К окончанию строительства, 8 августа 2020 года, был организован поминальный обед, на который съехалось несколько сотен человек со всей страны. После окончания обеда собравшиеся двинулись к могиле Дулата Агадила, для прочтения молитвы, в результате чего порядка ста участников были подвергнуты административным штрафам, задержаниям и арестам по обвинению в несогласованной с властями акции.

## Личная жизнь
Остались жена Гульнар и шестеро детей: дочь Кымбат, и сыновья Нурболат, Айболат, Жанболат, Касымхан и Абылайхан